# Lawrence Wilkerson

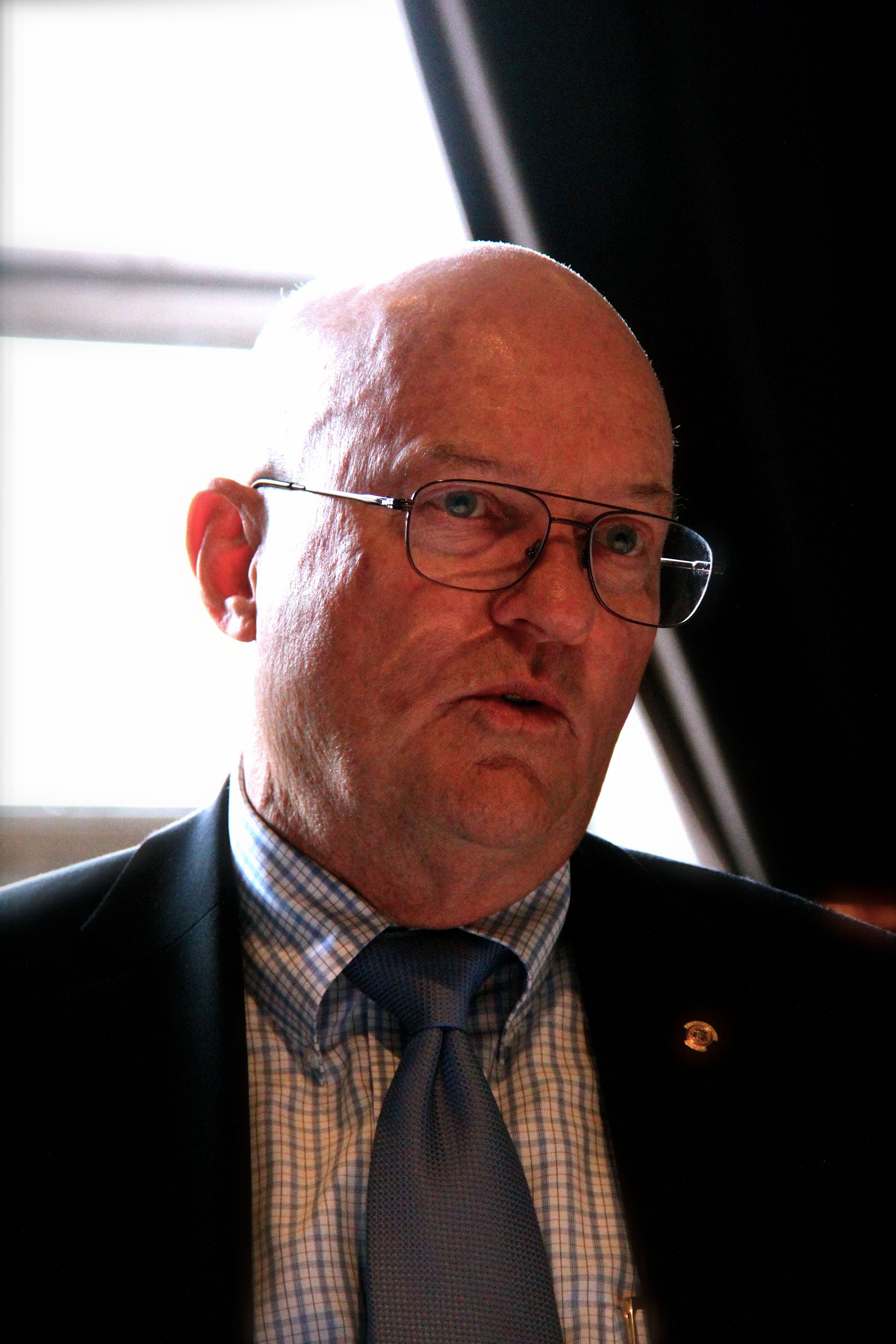
Lawrence Wilkerson (2014)

Lawrence B. Wilkerson (ur. 15 czerwca 1945) – amerykański emerytowany wojskowy, pułkownik.
Od 1989 współpracownik Colina Powella w czasie jego pracy na stanowisku sekretarza stanu, szef jego sztabu. Odszedł z administracji rzędowej razem ze swoim szefem w 2005 roku. Następnie stał się zawziętym krytykiem administracji George’a W. Busha, o szczególnym znaczeniu z powodu swojej przeszłości i wiedzy o mechanizmach decyzyjnych.
Wypowiedź pułkownika Wilkersona n.t. stanu USA: The Empire Files: 'This Ship is Sinking' Says Former Bush Official 